# Айла (острів)
Айла (англ. Islay, шотл. гел. Ìle) — один з островів Внутрішніх Гебридів, на південному заході від острова Джура, і відокремлений від нього протокою, приблизно за 40 км на північ від ірландського узбережжя. Площа — 619,56 км². Найвища висота — 491 м (г. Бгейґер). Він також є одним з шести традиційних районів виробництва шотландських віскі. На острові 8 винокурних заводів: Ardbeg, Bowmore, Bruichladdich, Bunnahabhain, Caol Ila, Kilchoman, Lagavulin і Laphroaig.
На острові розташовані два маяка, що належать до Північної Ради маяків: Ruvaal (побудований у 1859 році) знаходиться на північній частині острова, і маяк Rinns of Islay (1825), розташований на західному краю острова.

## Персоналії
- Алістер Кармайкл (нар. 1965) — британський політик.